# Río Murrí
 (avril 2014).
Si vous disposez d'ouvrages ou d'articles de référence ou si vous connaissez des sites web de qualité traitant du thème abordé ici, merci de compléter l'article en donnant les références utiles à sa vérifiabilité et en les liant à la section « Notes et références ».
 (avril 2014).
Cet article concerne la rivière Murrí. Pour Le condiment murri, voir Murri. Pour autres homonymes, voir Murri (homonymie).
Le río Murrí est une rivière de Colombie et un affluent du fleuve le río Atrato.

## Géographie
Le río Murrí prend sa source sur le versant ouest de la cordillère Occidentale, dans le parc national naturel Las Orquídeas (département d'Antioquia). Il coule ensuite vers l'ouest avant de rejoindre le río Atrato,  au niveau de la municipalité de Bojayá (département du Chocó).